# Johann von Hattstein (Domherr)

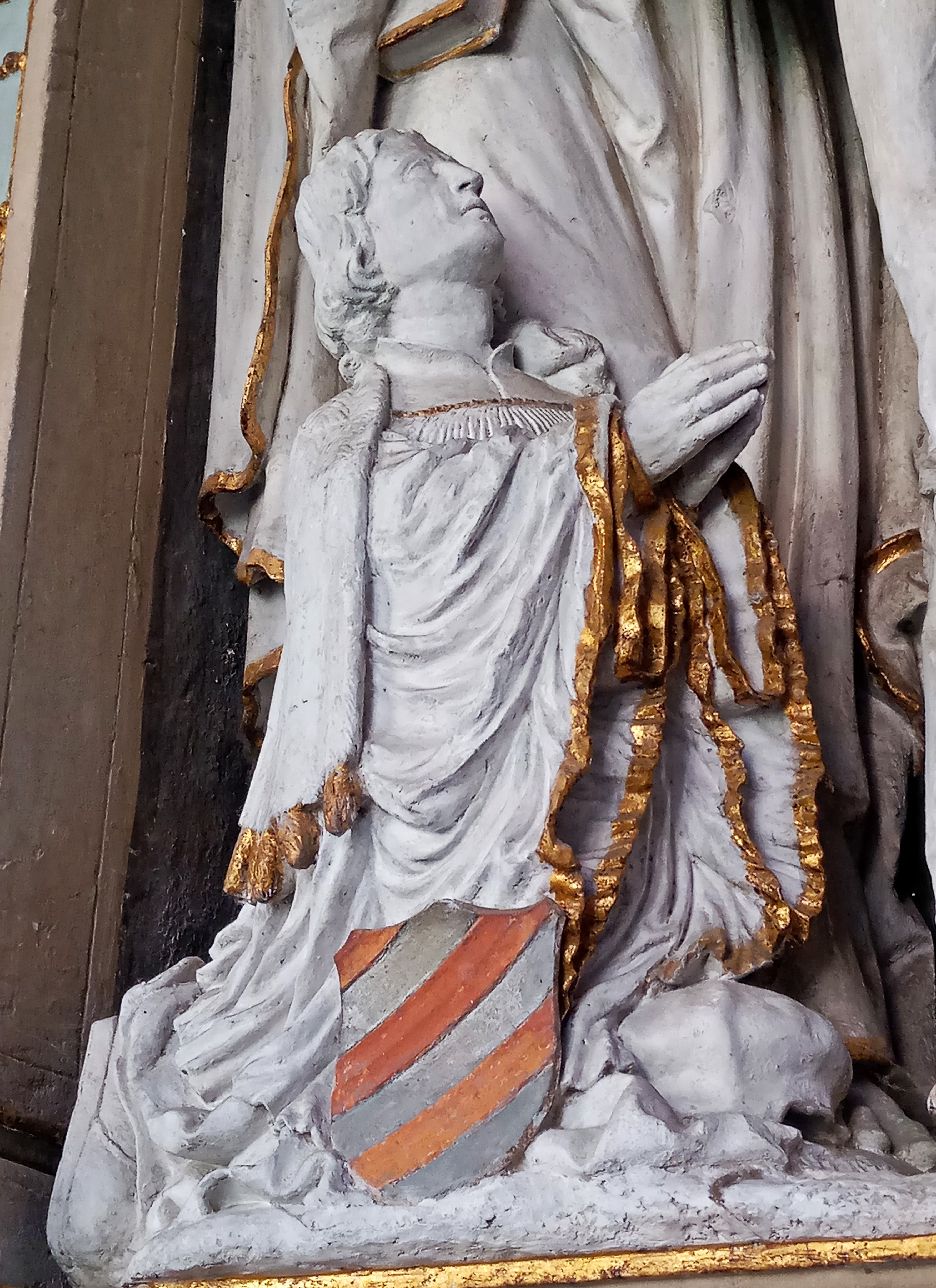
Johann von Hattstein auf seinem Grabmal

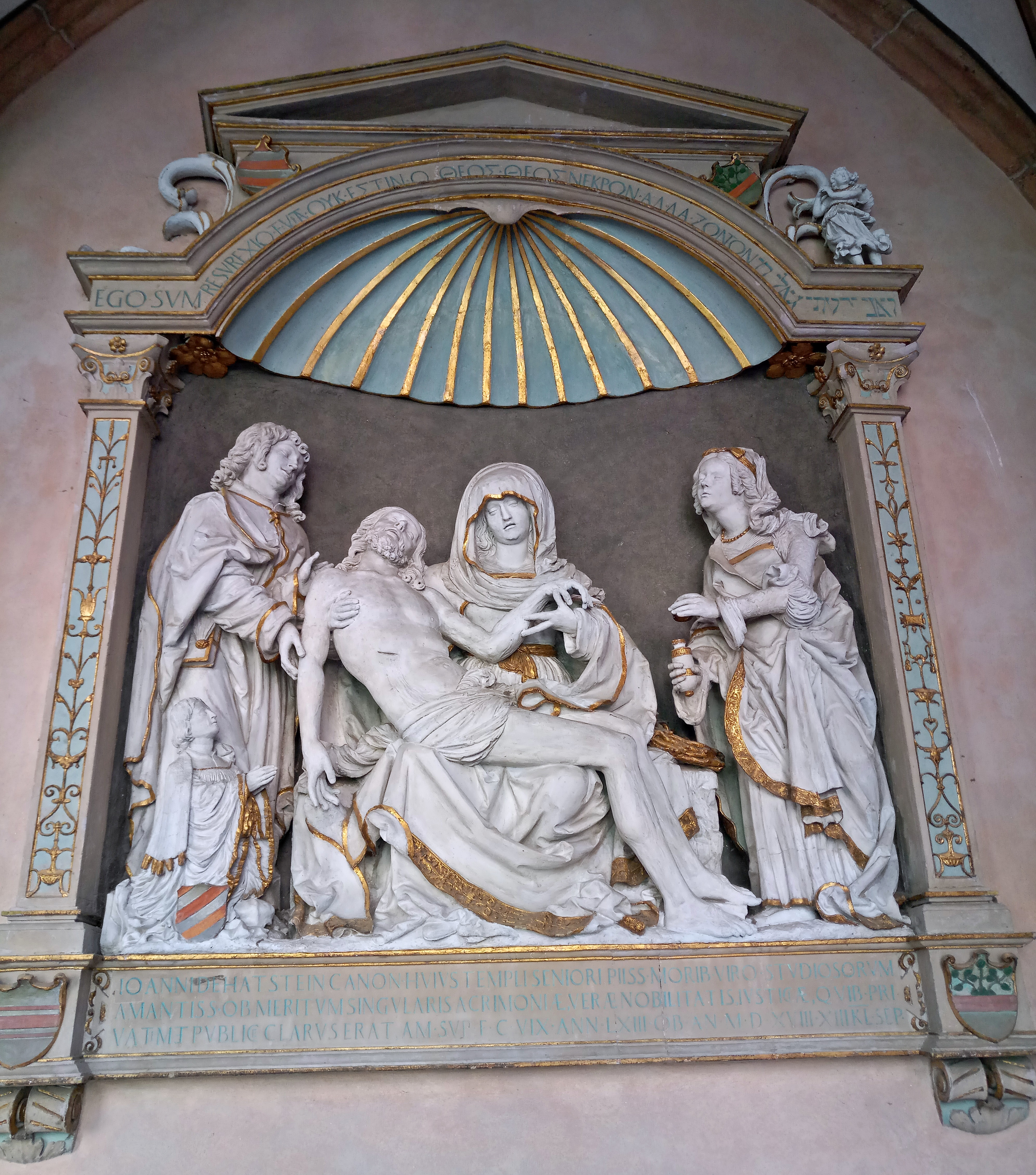
Grabmal, Kreuzgang, Mainzer Dom

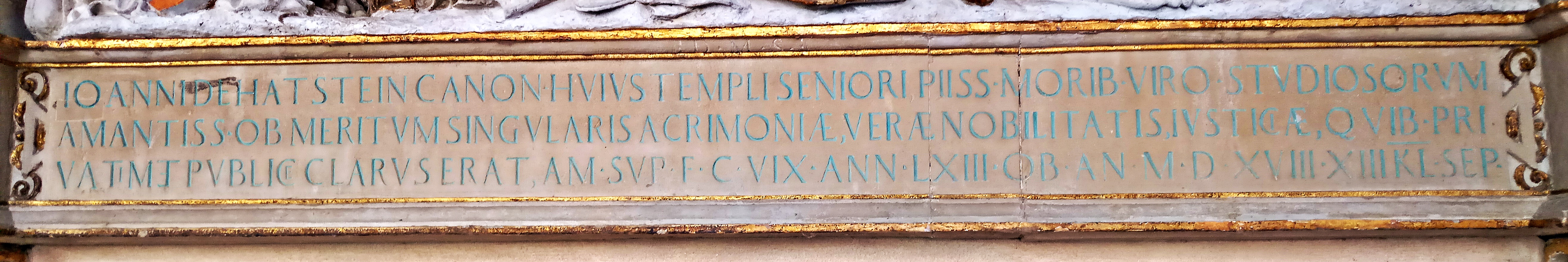
Grabinschrift

Johann von Hattstein (* um 1455; † 13. September 1518 in Mainz) war ein Geistlicher aus dem Adelsgeschlecht von Hattstein, der ein kunsthistorisch wertvolles Epitaph im Kreuzgang des Mainzer Domes erhielt.

## Herkunft
Er wurde geboren als Sohn des Henne von Hattstein († 1465), nassauischer Amtmann zu Camberg und Usingen, sowie seiner Gattin Leuckel von Praunheim gen. Klettenberg. Marquard († 1581), der Sohn seines Neffen Conrad von Hattstein († 1553), amtierte als Fürstbischof von Speyer.

## Leben
Johann von Hattstein studierte in Erfurt und Heidelberg. Er wurde Domherr in Mainz und war spätestens seit 1478 Domkapitular, da er in jenem Jahr zum Baumeister (magister fabricae) des Domstifts aufstieg. Unter seiner Federführung baute man am Mainzer Dom 1483 den Ägidius-Chor der Memorie, 1498/99 die heutige Bischofsakristei, die Marienkapelle und einen neuen Domeingang. Außerdem ließ er den (inzwischen barock abschließenden) Westturm mit einer mächtigen gotischen Spitze bekrönen und die Pfarrkirche zu Geisenheim errichten. Der Humanist Johannes Aesticampianus hat ihm 1507 ein Loblied gewidmet.
Er starb 1518 und erhielt ein kostbares Epitaph im Kreuzgang des Mainzer Domes, das als erstes Renaissancedenkmal in der Mittelrheingegend gilt. Gestiftet wurde es laut Inschrift durch die „überlebenden Freunde“. Der Mittelteil besteht aus einer fein gearbeiteten Tuffstein-Pietà, welche Peter Schro, einem Schüler von Hans Backoffen zugeschrieben wird; links davor kniet Johann von Hattstein.